# 美丽青年全泰壹
美丽青年全泰壹是一部1995年上映的韩国剧情片，导演为朴光洙。

## 剧情
本片为全泰壹的传记式电影，讲述1960年代的韩国青年全泰壹自学劳动法，组织劳工团体，希望帮助工人反抗血汗工厂压迫，在反抗无果后，全泰壹在1970年11月13日以自焚方式抗议，之后不治身亡。

## 奖项
- 青龙电影奖，1995年最佳影片。
- 第46屆柏林影展，1996年提名。